# Pardosa dzheminey
Pardosa dzheminey är en spindelart som beskrevs av Yuri M. Marusik 1995. Pardosa dzheminey ingår i släktet Pardosa och familjen vargspindlar.
Artens utbredningsområde är Kazakstan. Inga underarter finns listade i Catalogue of Life.